# Леонидас да Силва
Леонидас да Силва (порт. Leônidas da Silva; Рио де Жанеиро, 6. септембар 1913 — Котиа, 24. јануар 2004) је био бразилски фудбалер и спортски коментатор. За репрезентацију Бразила је играо на два светска првенства 1934. у Италији и 1938. у Француској. На свом другом учешћу је постао и најбољи стрелац првенства.
Леонидас је био такође познат по свом надимку Црни дијамант (El Diamante Negro), такође се за њега сматра да је био један од пионира маказица које је изводио у свакој могућој прилици и био ефикасан из тих акција.

## Клупска каријера
Леонидас је рођен у Рио де Жанеиру, где је и почео своју фудбалску каријеру 1929. године у фудбалском клубу Сао Кристовао. Током 1931. и 1932. је играо у ФК Бонсукесо.
ФК Пењарол из Монтевидеа, Уругвај, се придружио 1933. године, али тамо је остао само годину дана и после чега се вратио у Бразил у клуб Васко да Гама. Клубу је помогао да освоји шампионат. После играња на Светском првенству 1934., прешао је у Фламенго и 1935. је са новим клубом освојио још једну шампионску титулу. У Фламенгу, са којим је освојио још једну титулу 1939. године, је остао све до 1941. године. У Фламенгу је био један од ретких тамнопутих фудбалера, пошто је у то време Фламенго био тим за које је навијала такозвана бела елита.
Касније, 1942. године, Леонидас је прешао у Сао Пауло где је остао до краја своје богате фудбалске каријере.

## Национални тим
У својој деветнаестој години у дебију за репрезентацију, коју је репрезентација Бразила играла против Уругваја, Леонидас је постигао два гола а један од тих је био и победоносни гол.
На светском првенству 1938. је био голгетер шампионата са 7 голова, мада му се приписује и осми гол по неким изворима.
У полуфиналној утакмици тренер бразилске репрезентације, Адемир Пимента, га је оставио да се одмори за финалну утакмицу против репрезентације Мађарске, али су му репрезентативци Италије поквариле планове, пошто су поразиле Бразил са 2:1.
Задњу утакмицу за репрезентацију је одиграо 29. јануара 1946. године у Буенос Ајресу против репрезентације Парагваја на утакмици купа Америке. Утакмица се завршила нерешеним резултатом 1:1.

## Тренерска каријера
Током 1953. године, постао је тренер Сао Паула где није постигао неке успехе и остао је веома кратко време, а убрзо затим је прешао у спортске репортере и на крају је отворио продавницу намештаја у граду Сао Пауло.
Леонидас је умро 2004. године у месту Котиа, Сао Пауло од компликација Алзхајмерове болести.

## Цитат
:„Био је прави бразилски фудбалер. Имао је фантазију, дечју машту, импровизацију и страственост најбољих бразилских фудбалера. Нелсон Родригес (Nélson Rodrigues), драматург “

## Клубови у којима је играо
- 1929-1929: Сао Кристовао (São Cristóvão FR)
- 1929-1930: ФК Сирио Либанес (Sírio Libanês FC)
- 1931-1932: ФК Бонсуцесо (Bonsucesso FC)
- 1933-1933: ФК Пењарол (CA Peñarol)
- 1934-1934: ФК Васко да Гама (CR Vasco da Gama)
- 1935-1935: ФК Бразил (SC Brasil)
- 1935-1936: ФК Ботафого (Botafogo FR)
- 1936-1941: ФК Фламенго (CR Flamengo)
- 1942-1951: ФК Сао Пауло (São Paulo FC)

## Признања
Са ФК Бонсуцесом је освојио Рио Бранко куп:
- 1934.

Са Васко да Гамом је освојио једну шампионску титулу:
- 1934.

.
Са Бразилом је освојио једну шампионску титулу:
- 1935.

Са Фламенгом је освојио једну шампионску титулу:
- 1939.

.
Са Сао Паулом је освојио пет шампионских титула:
- 1943.

.
- 1945.

- 1946.

- 1948.

- 1949.

Са Сао Паулом је освојио Рока куп:
- 1934.

У периоду проведеном у ФК Фламенго је био два пута краљ стрелаца шампионата:
- 1938.  16’ (голова);
- 1940.  30’ (голова);[7].

Са Бразилским националним тимом је постао најбољи стрелац светског првенства у Француској.
- 1938.  7’ (голова);[8].
  - Најбољи стрелци